# Кробя (Куявсько-Поморське воєводство)
Кробя (пол. Krobia) — село в Польщі, у гміні Любич Торунського повіту Куявсько-Поморського воєводства.
Населення — 1363 особи (2011).
У 1975—1998 роках село належало до Торунського воєводства.

## Демографія
Демографічна структура станом на 31 березня 2011 року:
|          | Загалом | Допрацездатний вік | Працездатний вік | Постпрацездатний вік |
| -------- | ------- | ------------------ | ---------------- | -------------------- |
| Чоловіки | 652     | 162                | 453              | 37                   |
| Жінки    | 711     | 171                | 442              | 98                   |
| Разом    | 1363    | 333                | 895              | 135                  |